# Titularbistum Magydus
Magydus (ital.: Magido) ist ein Titularbistum der römisch-katholischen Kirche.
Es geht zurück auf einen früheren Bischofssitz in der antiken Stadt Magydos in der kleinasiatischen Landschaft Pamphylien im Südwesten der heutigen Türkei. Das Bistum gehörte der Kirchenprovinz Perge an.
| Titularbischöfe von Magydus |                                   |                                                      |                   |                   |
| Nr.                         | Name                              | Amt                                                  | von               | bis               |
| 1                           | Bonaventura Cano y Torrente OdeM  |                                                      | 29. Juli 1833     | 4. August 1838    |
| 2                           | Eustachio Vito Modesto Zanoli OFM |                                                      | 4. Dezember 1856  | 7. August 1857    |
| 3                           | Vincenzo Bracco                   | Weihbischof in Jerusalem (Israel)                    | 2. März 1866      | 21. März 1873     |
| 4                           | Paškal Buconjić OFM               | Apostolischer Vikar der Herzegowina                  | 30. Januar 1880   | 18. November 1881 |
| 5                           | Juan Francisco Bux y Loras        | Weihbischof in Toledo (Spanien)                      | 30. März 1882     | 1883              |
| 6                           | Bernardino Caldajoli              | Koadjutorbischof von Grosseto (Italien)              | 9. August 1883    | 1. März 1884      |
| 7                           | Giovanni Cagliero SDB             | Apostolischer Vikar von Nordpatagonien (Argentinien) | 30. Oktober 1884  | 24. März 1904     |
| 8                           | Lajos Szmrecsányi                 | Weihbischof in Eger (Ungarn)                         | 25. November 1904 | 26. März 1912     |
| 9                           | André-Léonce-Joseph Eloy MEP      | Apostolischer Vikar von Süd-Tonking (Vietnam)        | 11. Dezember 1912 | 30. Juli 1947     |
| 10                          | Vunibaldo Godchard Talleur OFM    | Prälat von Chapada (Brasilien)                       | 20. Dezember 1947 | 21. März 1975     |